# トレント自治県

トレント自治県
Provincia autonoma di Trento

県旗

トレント自治県（トレントじちけん、イタリア語: Provincia autonoma di Trento）は、イタリア共和国トレンティーノ＝アルト・アディジェ特別自治州に属する県。県都のトレント（ドイツ語名: トリエント）は、同州の州都でもある。この地方はトレンティーノ（Trentino）とも呼ばれる。

## 名称
この県は一般にトレンティーノ（Trentino）の名で知られている。この名は県都であるトレントから来ているが、もともとは都市トレントとその郊外のみを指す語であった。19世紀にはじまったオーストリアの支配下において、この地方を指すドイツ語の地名としては、チロル伯国の南部という地理的位置から「南チロル」を意味する Südtirol や、「ヴェルシュ（イタリア人）のチロル」Welschtirol あるいは「ヴェルシュの南チロル」 Welschsüdtirolといった語が用いられた 。
チロル伯国南部を指すイタリア語の広域地名としては、歴史的に Tirolo meridionale があり、特に現在のトレンティーノ（トレント自治県）の領域を指し、現在の南チロル（ボルツァーノ自治県）の領域を含めることもあった。また Tirolo italiano とも呼ばれた。トレンティーノ（Trentino）という語が広域地名として使われたのは1848年ころ、フランクフルト国民議会の議員によって用いられたのが最初であり、やがてオーストリアの急進的な知識人の間でよく使われる用語となった。
1972年に新たに自治権が確立されて以降、この県の行政上の公式名称は「トレント自治県」 (イタリア語: Provincia autonoma di Trento, ドイツ語: Autonome Provinz Trient). である。ドイツ語で歴史的に用いられてきた「南チロル」Südtirol の語は、ボルツァーノ自治県を指す語にあてられた。

## 地理

### 位置・広がり

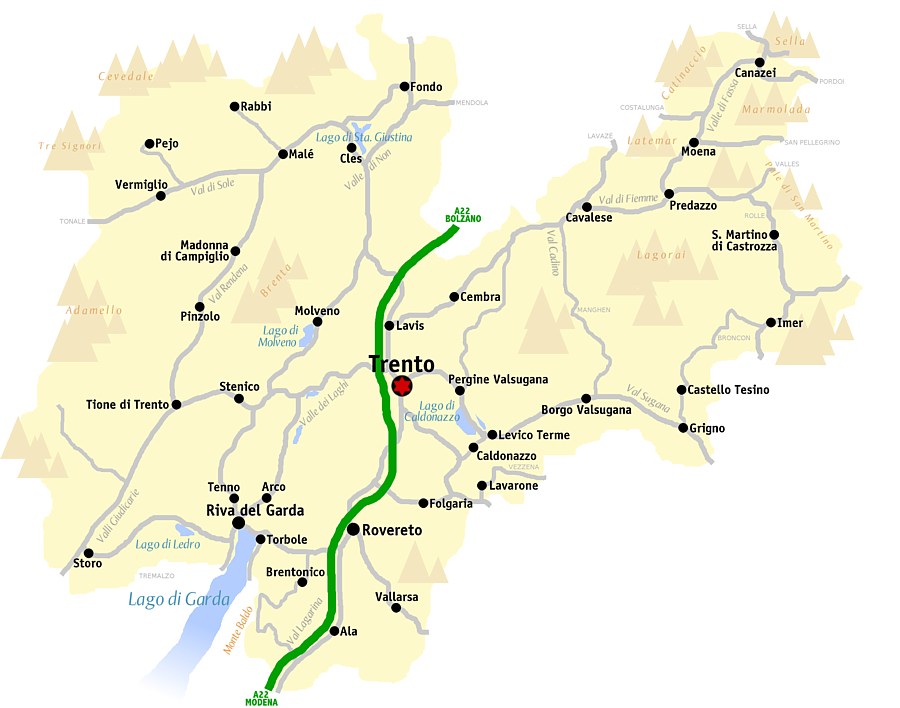
トレント県概略図

トレント県地勢図

トレンティーノ＝アルト・アディジェ特別自治州に属する2つの県のうち、南側にある県である。東にヴェネト州、西にロンバルディア州と境を接する。県都トレントは、東西に長い県域のほぼ中央部に位置し、ボルツァーノから南南西へ約51km、ヴェローナから北へ約71km、ヴェネツィアから北西へ約116km、ミラノから東北東へ約165kmの距離にある。
隣接する県は以下の通り。
- ボルツァーノ自治県 - 北
- ベッルーノ県 （ヴェネト州） - 東
- ヴィチェンツァ県 （ヴェネト州） - 南東
- ヴェローナ県 （ヴェネト州） - 南
- ブレシア県（ロンバルディア州） - 西
- ソンドリオ県（ロンバルディア州） - 北西

### 地勢
トレンティーノは、アルプス山中に位置する山国であり、県域中央を北から南へアディジェ川が流れる。県域東部は、ボルツァーノ自治県およびベッルーノ県にまたがるドロミーティと呼ばれる山地に含まれる。県域南西部はガルダ湖に面する。
河川と谷
アディジェ川は、トレンティーノの中央部、その名にちなむヴァッレ・デッラディジェ (it:Valle dell'Adige) の谷筋を流れ下る。ヴァッレ・デッラディジェは、北ヨーロッパとイタリアを結ぶ歴史的な交通路であり、トレンティーノの主要な都市はこの谷筋に沿って位置している。
谷筋は、広域行政の単位ともなっている（#Comunità di valle参照）。主要な谷筋として、県域北西部にはリンゴの生産で知られるヴァル・ディ・ノンや、ヴァル・ディ・ソーレがある。県域南西部のジュディカリエは、ブレシアとトレントを結ぶ交通路であった。県域北東部にはヴァル・ディ・ファッサ、ヴァル・ディ・フィエンメ、ヴァッレ・デイ・モケーニなどの谷がある。また、県域南部にヴァッラガリーナなどの谷が挙げられる。
県域南東部には、レーヴィコ湖とカルドナッツォ湖から東へ流れるブレンタ川が形作るヴァルスガーナがある。
山
県域は全域がアルプス山脈（東アルプス山脈）に含まれる。アルプス山脈の山系を分類する国際標準であるSOIUSAによれば、県域はアディジェ川河畔のトレントを中心とする形で4つの山域に区分されている。すなわち、県域北東部はドロミーティ、県域南東部はヴェネツィアン・プレアルプス (Venetian Prealps) 、県域南西部はプレシア・ガルダ・プレアルプス (Brescia and Garda Prealps) 、県域北西部は南ラエティア・アルプス (Southern Rhaetian Alps) である。
県の最高峰は、県の北西端（ブレシア県・ボルツァーノ自治県との境界）にあるチェヴェダーレ山（3769 m）である。県の北東部にあるマルモラーダ(3343m)はドロミーティの最高峰であり、マルモラーダの氷河もランドマークとなっている。マルモラーダをはじめとする県内のいくつかの山塊は、ユネスコの世界遺産（自然遺産）「ドロミーティ」の構成資産に指定されている。また、南西部のレードロ付近のドロミーティ・ディ・ブレンタからガルダ湖までの一帯は2015年にユネスコの生物圏保護区に指定された。
その他の山としては、モンテ・バルド、カレ・アルト、アルペ・チェルミス、クロッツォン・ディ・ブレンタ、チーマ・ステルナイ、ラテマル、パガネッラ、ピッツ・ボエ、プレザネッラ、プンタ・サン・マッテオ、ヴェッツァーナが挙げられる。
- トレントを流れるアディジェ川
- ヴァル・ディ・ノン
- トレント付近から見るドロミーティ
- マルモラーダ
- アルタ・ヴァルスガーナ

### 県内の主要な都市
2001年の国勢調査に基づく居住地区（Località abitata）別人口統計 によれば、人口6000人以上の都市・集落は以下の通り。
- トレント - 76,069人
- ロヴェレート - 30,282人
- リーヴァ・デル・ガルダ - 13,745人
- アルコ - 10,415人
- ペルジーネ・ヴァルスガーナ - 9,897人
- モーリ - 6,871人

- トレント
- ロヴェレート
- リーヴァ・デル・ガルダ

## 歴史

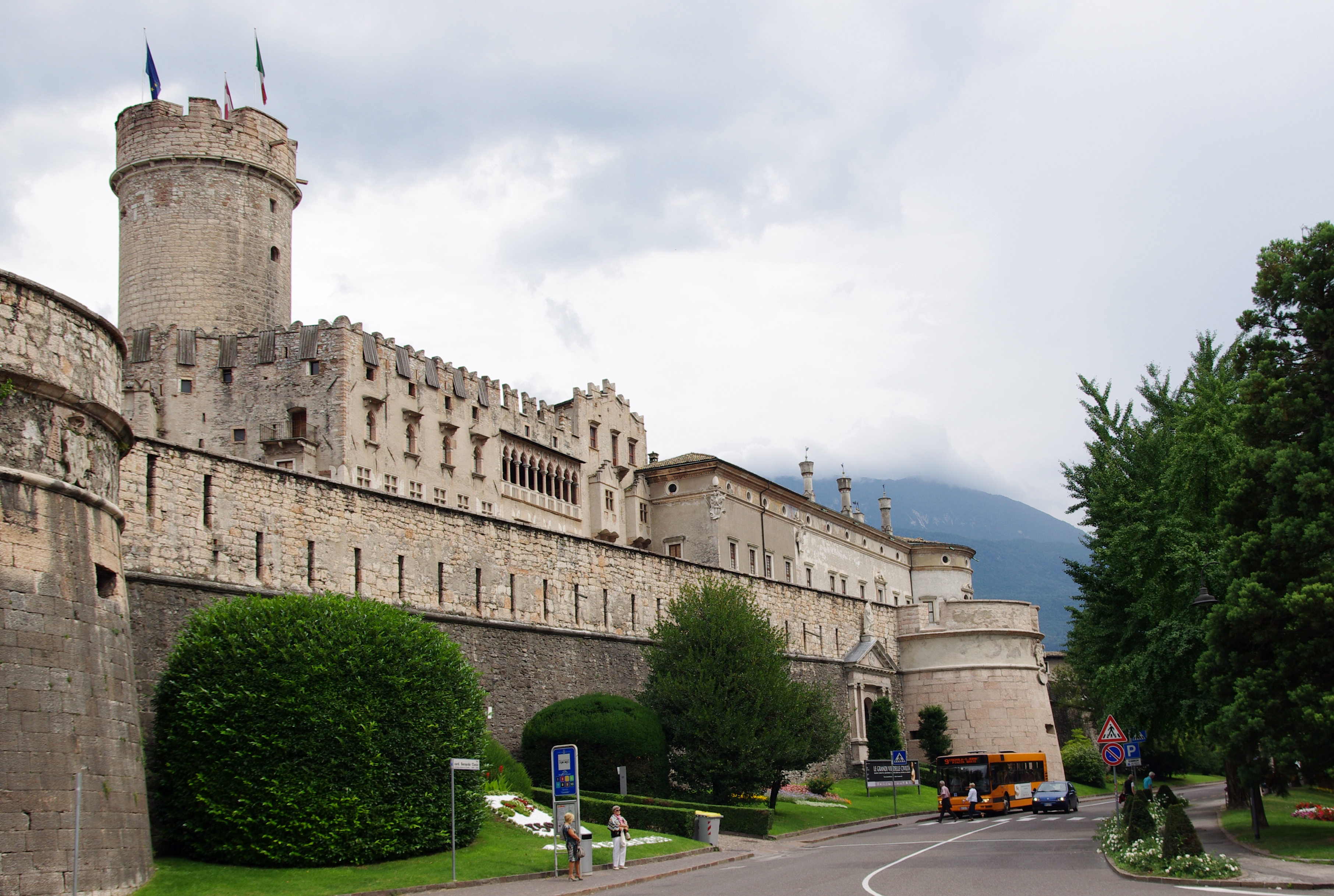
トレントのブオンコンシリオ城。13世紀から1803年に至るまで、トレント司教の居館であった。

トレンティーノの歴史は石器時代の半ばにさかのぼる。現在のトレンティーノ地方にある多くの谷筋には人々の定住がはじまったが、特に主要な居住地は穏やかな気候に恵まれたアディジェ川流域の谷筋であった。
中世初期には、この地方はイタリア王国とヴェローナ辺境伯領 (March of Verona) に含まれた。1027年、皇帝コンラート2世によって、神聖ローマ帝国の領邦としてトリエント（トレント）司教領 (Bishopric of Trent) が成立した。これはトリエントの司教 (Prince-Bishop) が統治する教会の領国（司教領）であり、現在のトレンティーノの領域とおおむね一致する。
1545年から1563年まで開催されたトリエント公会議は、トリエントにおいて第一回の会議が招集された。トリエント公会議はカトリック教会の歴史の中で重要な公会議であり、プロテスタントの改革に対抗してカトリックの教義を明確にし、救済、秘跡、および正典についての決議が行われた。
19世紀初頭のナポレオン戦争以後、トリエント司教領は世俗化されてオーストリアのチロル伯領 (County of Tyrol) に吸収され、ハプスブルク＝ロートリンゲン家によって支配された。第一次世界大戦においては、オーストリア＝ハンガリー帝国とイタリア王国の前線となり、激しい戦いの舞台となった（アジアーゴの戦い参照） 。1919年の戦争終結後までトレンティーノはオーストリアの一部として残ったが、サン＝ジェルマン条約でイタリアがトレンティーノを併合した。
第二次世界大戦後、イタリアのアルチーデ・デ・ガスペリ首相とオーストリアのカール・グルーバー外相の間でグルーバー＝デ・ガスペリ協定 (Gruber–De Gasperi Agreement) が結ばれ、トレンティーノと南チロルに相当の自治が認められた。これ以後トレンティーノは、ローマのイタリア中央政府からかなりの自治権を認められており、独自の政府と議会を有している。
1996年には、ユーロリージョン「チロル＝南チロル＝トレンティーノ」 (Tyrol–South Tyrol–Trentino Euroregion) が、オーストリアのチロル州、イタリアのボルツァーノ自治県（南チロル）、トレント自治県（トレンティーノ）の間で形成された。ユーロリージョンの境界は、かつてのチロル伯国の境界とほぼ一致している。ユーロリージョンは一体の地域として共同の会議が開催され、ブリュッセルの欧州連合（EU）には共同の連絡事務所を設置している。

## 行政区画

### Comunità di valle

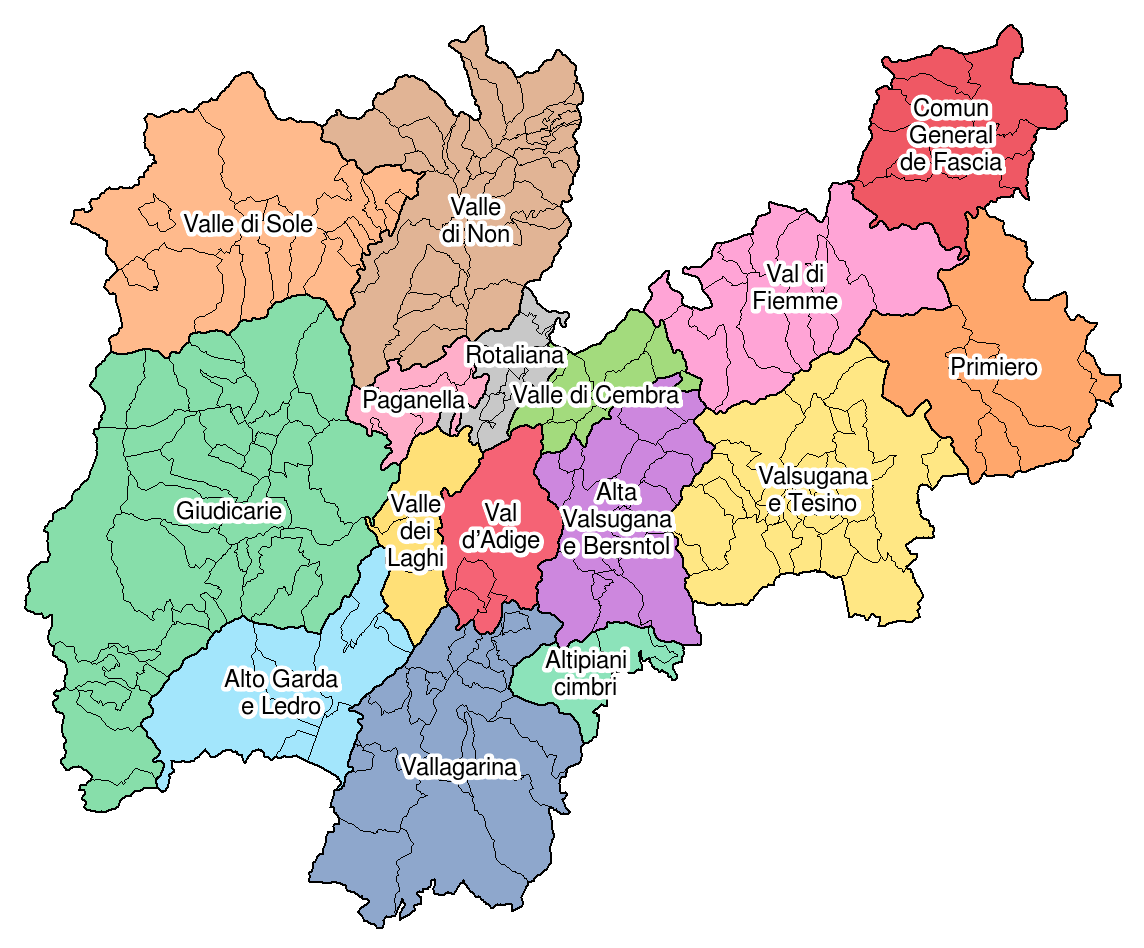
Comunità di valle

旧 Comunità comprensoriale

トレント県には、県とコムーネの中間に Comunità di valle という行政区画が置かれている。その名の通り、ヴァッレ（valle、谷筋）ごとに行政機能を集めた広域行政組織で、イタリアの他の県にある山岳部共同体と同様であるが、一定の条件により条例を制定・施行することができる。トレント県は以下の16の Comunità di valle に区画されている。（　）内は事務所所在地（Capoluogo）。番号は右図と対応している。
1. Comunità territoriale della Val di Fiemme（カヴァレーゼ）
2. Comunità di Primiero（プリミエーロ・サン・マルティーノ・ディ・カストロッツァ（旧トナディーコ））
3. Comunità Valsugana e Tesino（ボルゴ・ヴァルスガーナ）
4. Comunità Alta Valsugana e Bersntol（ペルジーネ・ヴァルスガーナ）
5. Comunità della Valle di Cembra（ファヴェル）
6. Comunità della Val di Non（クレス）
7. Comunità della Valle di Sole（マレ）
8. Comunità delle Giudicarie（ティオーネ・ディ・トレント）
9. Comunità Alto Garda e Ledro（リーヴァ・デル・ガルダ）
10. Comunità della Vallagarina（ロヴェレート）
11. Comun General de Fascia（ポッツァ・ディ・ファッサ）
12. Magnifica Comunità degli Altipiani cimbri（ラヴァローネ）
13. Comunità Rotaliana-Königsberg（メッツォコローナ）
14. Comunità della Paganella（アンダロ）
15. Territorio della Val d'Adige
16. Comunità della Valle dei Laghi（ヴァッレラーギ（旧ヴェッツァーノ））

Comunità di valleは、2006年に自治県条例によって設置された。それまでは、トレンティーノ＝アルト・アディジェ特別自治州の自治州法によって設けられた Comunità comprensoriale という広域区画があり、Comunità di valle はこれに代わるものである。Comunità comprensoriale の数は11個で、Comunità di valle ではトレント周辺など県中央部が細分化された。

### コムーネ
トレント県には166のコムーネが属する（2020年1月現在）。主要なコムーネ（人口5000人以上）は下表の通り。左端の数字はISTATコードを示す。人口は2012年1月1日現在。
| コード | 自治体名                   | 人口    |
| ------ | -------------------------- | ------- |
| 022205 | トレント                   | 114,063 |
| 022161 | ロヴェレート               | 37,750  |
| 022139 | ペルジーネ・ヴァルスガーナ | 20,470  |
| 022006 | アルコ                     | 16,850  |
| 022153 | リーヴァ・デル・ガルダ     | 15,791  |
| 022123 | モーリ                     | 9,472   |
| 022001 | アーラ                     | 8,892   |
| 022103 | ラヴィース                 | 8,637   |
| 022104 | レーヴィコ・テルメ         | 7,524   |
| 022117 | メッツォロンバルド         | 6,854   |
| 022022 | ボルゴ・ヴァルスガーナ     | 6,823   |
| 022062 | クレス                     | 6,765   |
| 022229 | レードロ                   | 5,447   |
| 022116 | メッツォコローナ           | 5,179   |

2001年の国勢調査時点では223のコムーネがあり、これは2009年末まで変わらなかった。
2010年1月、コムーネ統廃合 (it:Fusione di comuni italiani) によりレードロ、コマーノ・テルメの2コムーネが発足。以後、コムーネの統廃合が進められた。2016年には複数のコムーネ統廃合が行われ、コムーネの数は210から177に減少した。
2010年発足
- レードロ （コンチェーイ、ティアルノ・ディ・ソット、ティアルノ・ディ・ソプラ、ピエーヴェ・ディ・レードロ、ベッツェッカ、モリーナ・ディ・レードロが合併）
- コマーノ・テルメ （ブレッジョ・インフェリオーレ、ロマーゾが合併）

2015年発足
- プレダイア （コーレド、ズマラーノ、ターイオ、トレス、ヴェルヴォが合併）
- サン・ロレンツォ・ドルシーノ （サン・ロレンツォ・イン・バナーレ、ドルシーノが合併）
- ヴァルダオーネ （ベルソーネ、ダオーネ、プラーゾが合併）

2016年発足
- アルタヴァッレ （ファヴェル、グラウノ、グルーメス、ヴァルダが合併）
- アルトピアーノ・デッラ・ヴィゴラーナ （ボゼンティーノ、チェンタ・サン・ニコロ、ヴァッターロ、ヴィゴーロ・ヴァッターロが合併）
- アンブラール＝ドン （アンブラール、ドンが合併）
- ボルゴ・キエーゼ （ブリオーネ、チーメゴ、コンディーノが合併）
- ボルゴ・ラーレス （ボルベーノ、ズクロが合併）
- カステル・イヴァーノ （スペーラ、ストリーニョ、ヴィッラ・アニェード、イヴァーノ＝フラチェーナが合併）
- チェンブラ・リジニャーゴ （チェンブラ、リジニャーゴが合併）
- コンタ （クーネヴォ、フラヴォーン、テッレスが合併）
- ディマーロ・フォルガリダ （ディマーロ、モンクラッシコが合併）
- マドルッツォ （カラヴィーノ、ラジーノが合併）
- ピエーヴェ・ディ・ボーノ＝プレッツォ （ピエーヴェ・ディ・ボーノ、プレッツォが合併）
- ポルテ・ディ・レンデーナ （ヴィーゴ・レンデーナ、ダレ、ヴィッラ・レンデーナが合併）
- プリミエーロ・サン・マルティーノ・ディ・カストロッツァ （フィエーラ・ディ・プリミエーロ、シロール、トナディーコ、トランサックアが合併）
- セッラ・ジュディカリエ （ボンド、ブレグッツォ、ラルダーロ、ロンコーネが合併）
- トレ・ヴィッレ （モンターニェ、プレオーレ、ラーゴリが合併）
- ヴァッレラーギ （パデルニョーネ、テルラーゴ、ヴェッツァーノが合併）
- ヴィッレ・ダナウニア （ナンノ、タッスッロ、トゥエンノが合併）

2018年発足
- サン・ジョヴァンニ・ディ・ファッサ （ポッツァ・ディ・ファッサ、ヴィーゴ・ディ・ファッサが合併）

2019年発足
- テッレ・ダーディジェ （ナーヴェ・サン・ロッコ、ザンバーナが合併）

2020年発足
- ボルゴ・ダナウニア （カステルフォンド、フォンド、マロスコが合併）
- ノヴェッラ （ブレツ、カニョ、クロツ、レヴォ、ロマッロが合併）
- ヴィッレ・ディ・フィエンメ （カラーノ、ダイアーノ、ヴァレーナが合併）
- サン・ミケーレ・アッラーディジェ （ファエードを吸収合併）

## 文化

### 言語
| 少数言語話者の割合（2011年） | 少数言語話者の割合（2011年） | 少数言語話者の割合（2011年） | 少数言語話者の割合（2011年） | 少数言語話者の割合（2011年） |
| ---------------------------- | ---------------------------- | ---------------------------- | ---------------------------- | ---------------------------- |
|                              |                              |                              |                              |                              |
| ラディン語                   | ラディン語                   |                              | 3.5%                         | 3.5%                         |
| モケーニ語                   | モケーニ語                   |                              | 0.3%                         | 0.3%                         |
| チンブロ語                   | チンブロ語                   |                              | 0.2%                         | 0.2%                         |

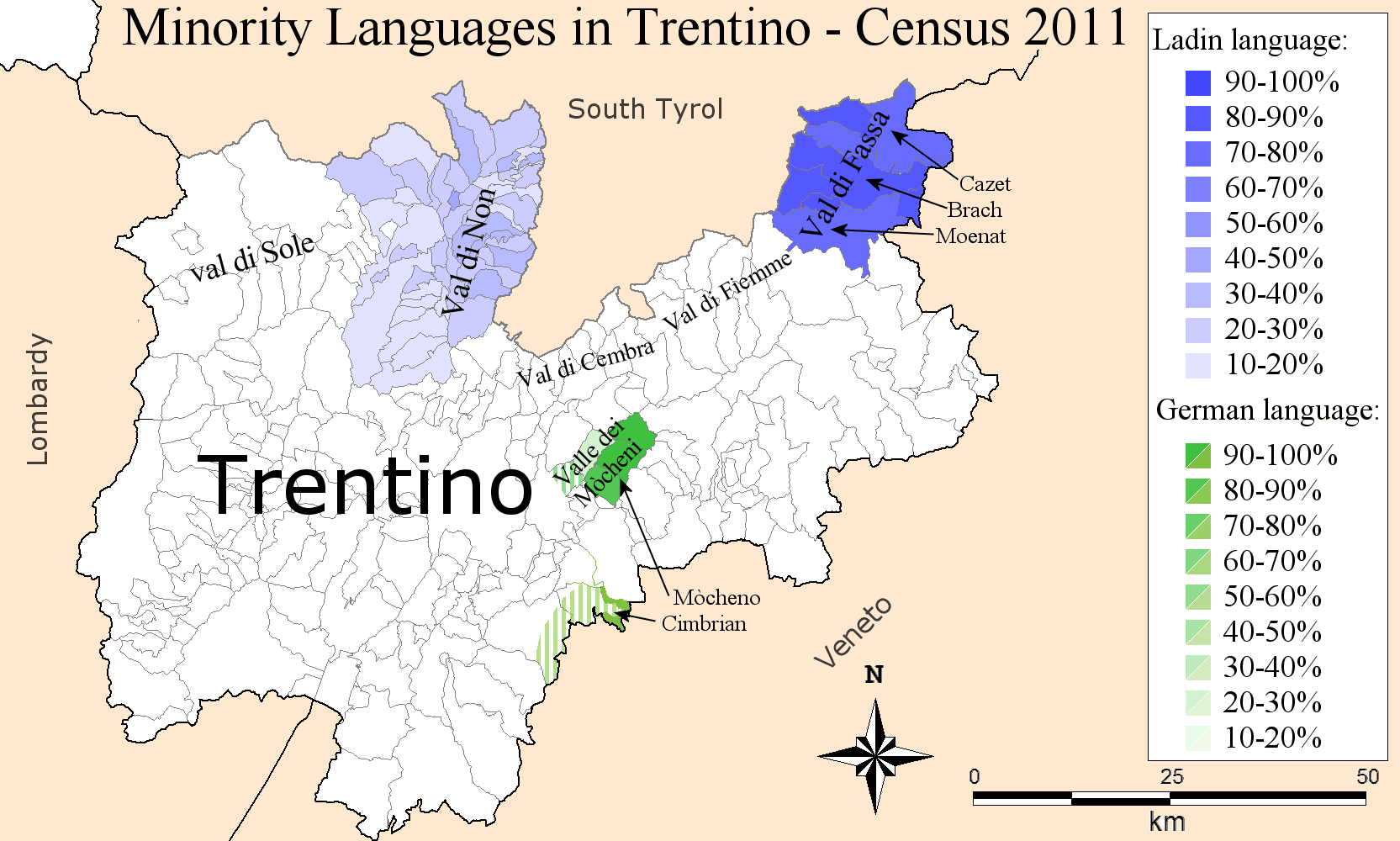
トレント自治県の少数言語の分布（2011年国勢調査）。コムーネの人口に占める比率で濃淡が付けられている。
ラディン語
ドイツ語系言語（モケーニ語・チンブロ語）

2006年の国立統計研究所（ISTAT）の統計によれば、6歳以上の住民の家庭内での会話における言語状況は以下の通り。イタリア語（Italiano）、地方言語（Dialetto）、他の言語（Altra lingua）についてのデータで、左列が全国平均、右列がトレント自治県の数値である。
| 家庭内の会話における使用言語           | 全国  | 県    |
| -------------------------------------- | ----- | ----- |
| イタリア語のみ、あるいは主にイタリア語 | 45.5% | 30.4% |
| 地方言語のみ、あるいは主に地方言語     | 16.0% | 38.5% |
| イタリア語と地方言語の双方             | 32.5% | 25.6% |
| 他の言語                               | 5.1%  | 5.0%  |

ラディン語
ロマンス語派レト・ロマンス語群に属し、トレント自治県、ボルツァーノ自治県、ベッルーノ県にまたがって分布する言語。全体で3万人ほどの話者がいるとされる。2011年の国勢調査によれば、県全域で1万8550人（人口比3.5%）がラディン語話者である。3県境付近のラディン語母語話者が多数を占める地域は「ラディニア」と呼ばれる。ラディニアの一角となる県北東部のヴァル・ディ・ファッサにおいては、ヴィーゴ・ディ・ファッサ（1059人、87.7%）、ソラーガ（629人、85.5%）をはじめ7コムーネで人口の70%以上が話者である。県内最大の話者を抱えるコムーネはモエーナ（2126人、78.8%）。
また、県北西部のヴァル・ディ・ノンなどにも分布があり、バル・ディ・ファッサ以外で最大の話者を抱えるのはクレス（931人、13.7%）、最高の話者比率を有するのはロマッロ（300人、49.5%）である。
モケーニ語
ゲルマン語派上部ドイツ語のうちバイエルン語に属する言語。2011年の国勢調査によれば、県全域で1660人（0.3%）がモケーニ話者である。ヴァッレ・デイ・モケーニの3つのコムーネ、すなわちフィエロッツォ（442人、人口比91.9%）、パルー・デル・フェルシーナ（157人、人口比92.9%）、フラッシロンゴ（269人、83.3%）において人口の多数を占める。人口比ではサントルソラ・テルメ（253人、23.5%）がこれに次ぎ、実数ではペルジーネ・ヴァルスガーナ（238人、1.2%）も多い。
チンブロ語
モケーニ語とともにバイエルン語に属する言語で、ヴィチェンツァ県やヴェローナ県にも分布する。2011年の国勢調査によれば、県全域で1072人（0.2%）がチンブロ語話者である。ルゼルナにおいては住民の多数（238人、人口比83.8%）をチンブロ語話者が占める。話者が人口比5%を超えるコムーネには、フォルガリーア（249人、7.9%）、ラヴァローネ（85人、7.8%）がある。

## スポーツ
2013年には県内で冬季ユニバーシアードが開催された（2013年冬季ユニバーシアード）。開催地は（都市名ではなく）「トレンティーノ」とされている。

## 人物

### 著名な出身者
- エウセビオ・キノ - 17-18世紀のイエズス会宣教師。セーニョ（現在はプレダイア（旧ターイオ）の分離集落）生まれ。
- エルネスト・フォン・ケルバー - 19-20世紀のオーストリア＝ハンガリー帝国の官僚・首相。現在のトレント生まれ。
- アルチーデ・デ・ガスペリ - イタリア共和国首相。「欧州連合の父」の一人。ピエーヴェ・テジーノ生まれ。
- アルベルト・デファント - オーストリアの海洋物理学者・天体物理学者・気象学者。現在のトレント生まれ。
- ジョヴァンニ・バッチスタ・カプロニ - 航空技術者、カプロニ創業者。現在のアルコ生まれ。
- フランコ・ノーネス（英語版） - クロスカントリースキー選手。カステッロ＝モリーナ・ディ・フィエンメ生まれ。
- フランチェスコ・モゼール - 自転車ロードレース選手。ジョーヴォ生まれ。
- マウリツィオ・フォンドリエスト - 自転車ロードレース選手。クレス生まれ。
- ロベルト・シゲール（英語版） - スピードスケート選手。トレント生まれ。
- ロレンツォ・ベルナルディ - バレーボール選手・指導者。トレント生まれ。
- ジルベルト・シモーニ - 自転車ロードレース選手。ジョーヴォ生まれ。
- ダヴィデ・シモンチェリ（英語版） - アルペンスキー選手。ロヴェレート生まれ。
- マッテオ・アネージ（英語版） - スピードスケート選手。トレント生まれ。
- クリスチャン・デヴィル（英語版） - アルペンスキー選手。カヴァレーゼ生まれ。